# Laurent Cormao
Laurent Cormao (ur. 18 października 1977) – francuski judoka. Startował w Pucharze Świata w 2000 i 2001. Złoty medalista mistrzostw Europy w drużynie w 2000. Mistrz Francji w 1999 roku.